# Liste von Bibliotheken und Archiven in der Region Rostock
In der Hansestadt und Region Rostock befinden sich zahlreiche Bibliotheken, Archive und Spezialsammlungen.
Die 1569 gegründete Universitätsbibliothek Rostock verfügt als größte Bibliothek in der Region über einen Gesamtbestand von mehr als 2 Millionen Bänden. Sie besitzt umfangreiche Sondersammlungen kultur- und wissenschaftshistorisch wertvoller Altbestände.
Von besonderer Bedeutung sind Bibliothek und Nachlass der Schriftsteller Walter Kempowski und Uwe Johnson. Während das Kempowski-Archiv durch den Verein Kempowski-Archiv Rostock – Ein bürgerliches Haus verwaltet wird, werden Bibliothek und Nachlass von Uwe Johnson durch die Uwe Johnson-Forschungsstelle der Universität Rostock und die Universitätsbibliothek Rostock erschlossen und für die wissenschaftliche Nutzung bereitgestellt.
Das seit 2013 im Aufbau befindlichen Portal Bibliotheken Region Rostock enthält Informationen zu den öffentlich zugänglichen Bibliotheken, Archiven und Spezialsammlungen der Hansestadt und der Region um Rostock.

## Bützow
- Stadtbibliothek Bützow

## Kleinere Städte
- Stadtbibliothek Kröpelin

## Bildungseinrichtungen
- Universitätsbibliothek Rostock

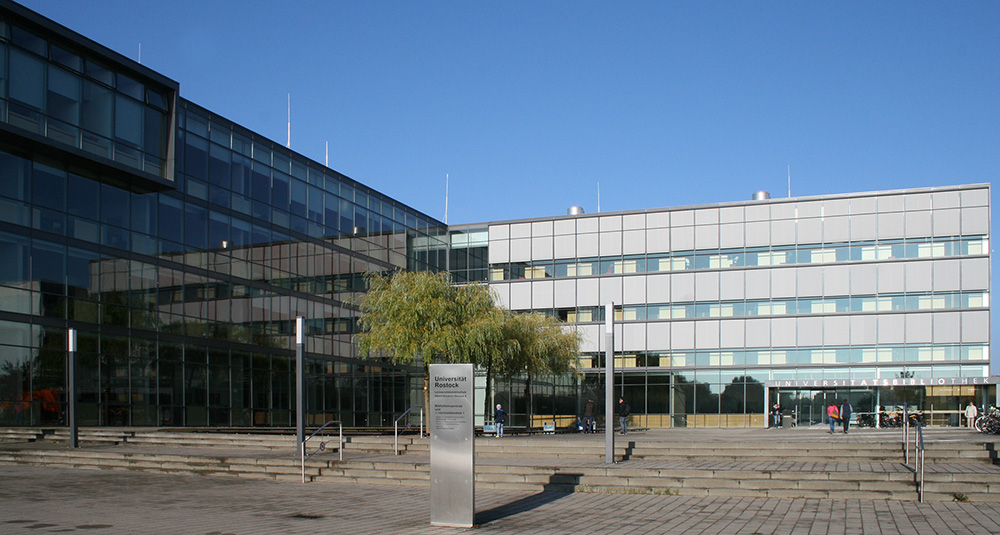
Universitätsbibliothek Rostock
Bibliotheksneubau von 2004 in der Rostocker Südstadt

- Hochschulbibliothek Wismar, Fachbibliothek Seefahrt in Warnemünde
- Bibliothek der Fachhochschule für öffentliche Verwaltung, Polizei und Rechtspflege des Landes Mecklenburg-Vorpommern in Güstrow

## Behörden und öffentliche Verwaltung
- Stadtbibliothek Rostock
- Bibliothek der Fachstelle öffentliche Bibliotheken MV in Rostock
- Bibliothek des Bundesamtes für Seeschifffahrt und Hydrographie in Rostock
- Bibliothek des Marinekommandos Rostock – Fachinformations- und Vorschriftenstelle

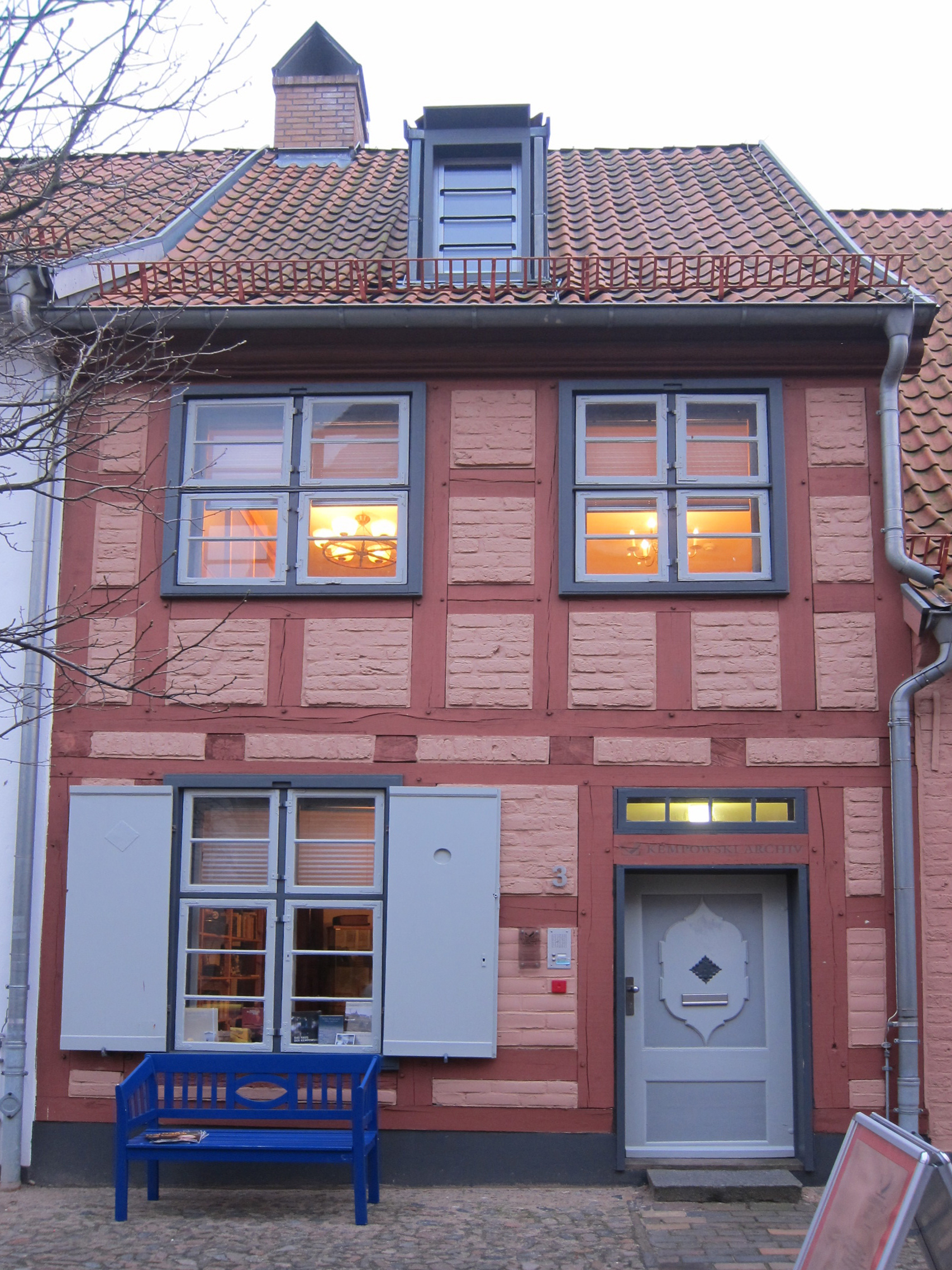
Kempowski-Archiv im Klosterhof 3 in Rostock

## Literatur und Sprache

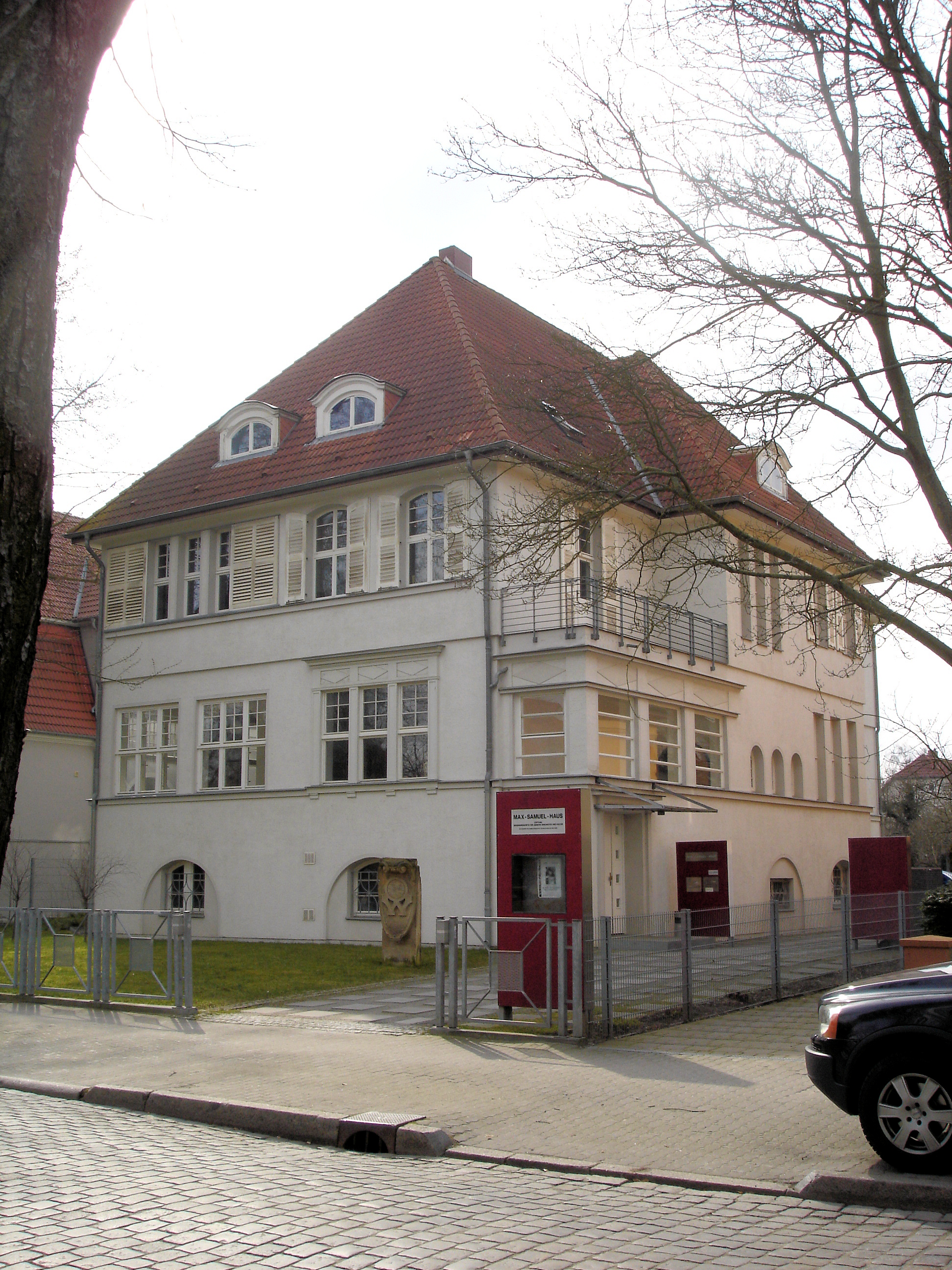
Max-Samuel-Haus am Schillerplatz 10 in Rostock

## Kunst, Musik, Tanz und Theater

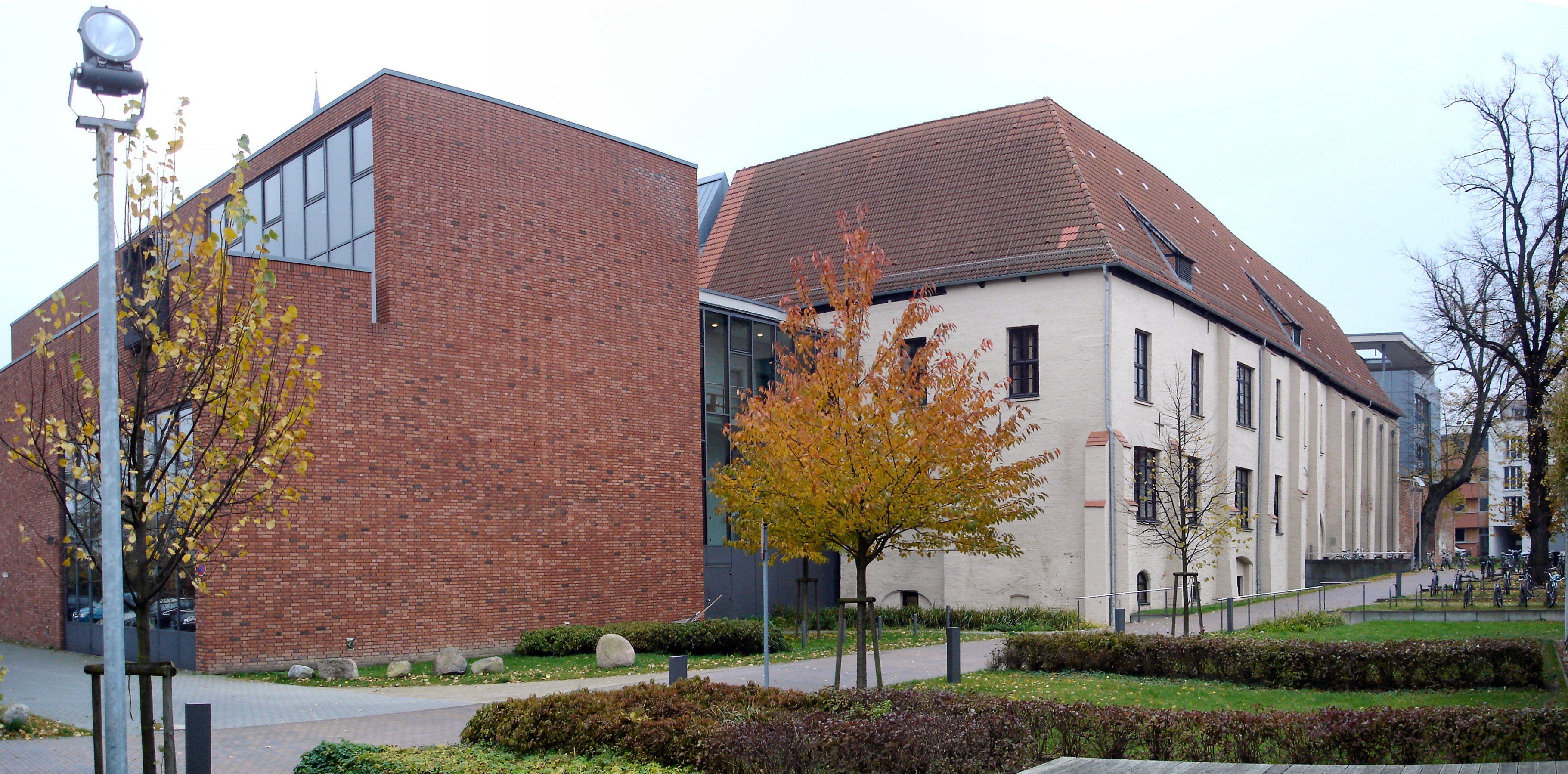
Neubau der Hochschule für Musik und Theater 2001 auf den Ruinen des vormaligen Katharinenstifts

## Bibliotheken in Kombination mit Museen und Ausstellungen

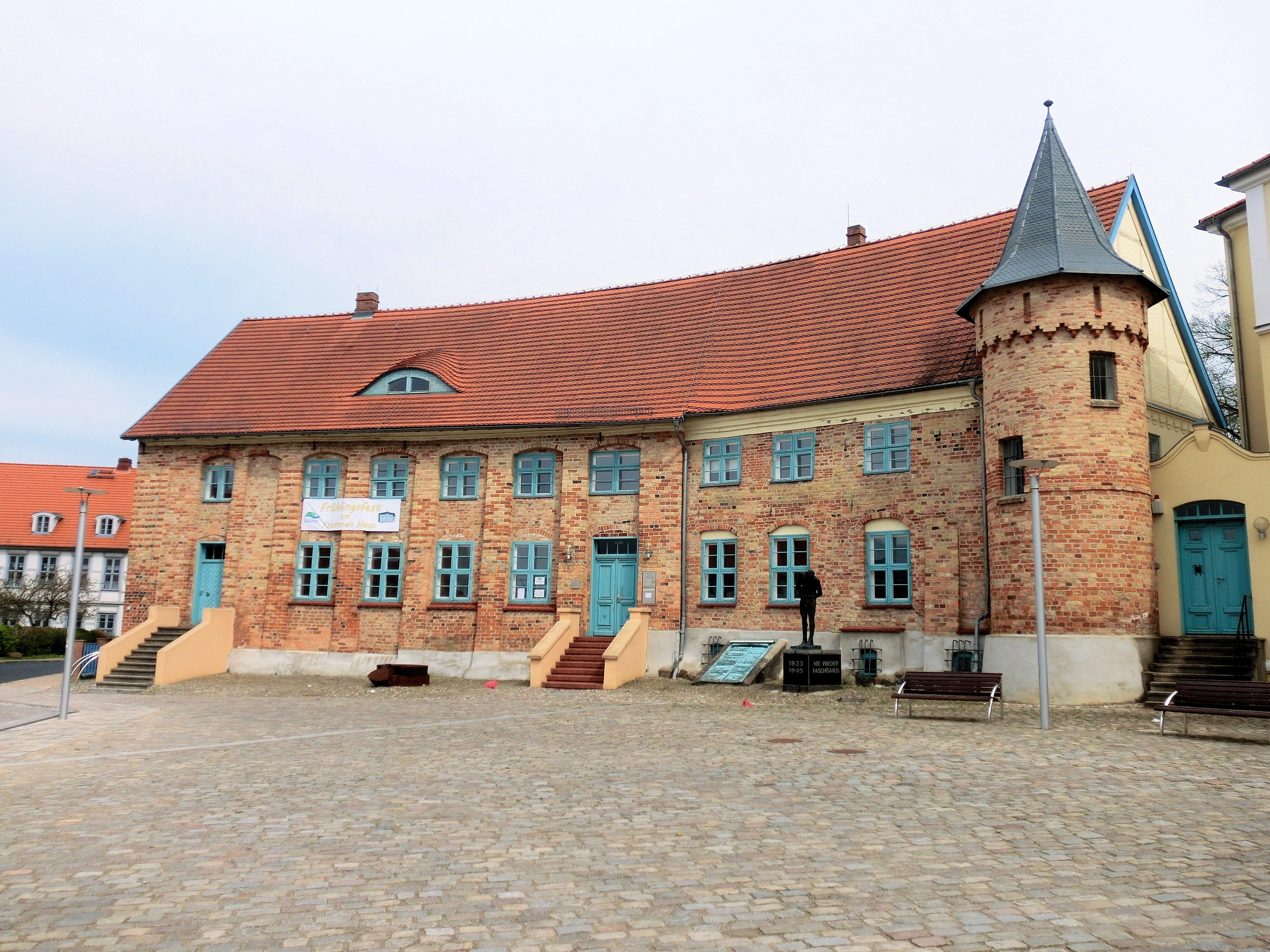
Stadtbibliothek, Heimatmuseum und Dokumentation zum politischen Missbrauch des Strafvollzuges in Bützow im Krummen Haus in Bützow

## Die Hansestadt Rostock betreffend
- Stadtarchiv Rostock
- Universitätsarchiv Rostock